# Municipio de Indian Springs
El municipio de Indian Springs (en inglés: Indian Springs Township) es un municipio ubicado en el  condado de Wayne en el estado estadounidense de Carolina del Norte. En el año 2010 tenía una población de 7.790 habitantes.

## Geografía
El municipio de Indian Springs se encuentra ubicado en las coordenadas 35°13′57.59″N 77°55′46.94″O / 35.2326639, -77.9297056.